# Feliniopsis dinawana
Feliniopsis dinawana är en fjärilsart som beskrevs av George Francis Hampson 1908. Feliniopsis dinawana ingår i släktet Feliniopsis och familjen nattflyn. Inga underarter finns listade i Catalogue of Life.